# Marko Daňo
Marko Daňo (ur. 30 listopada 1994 w Eisenstadt) – słowacki hokeista, reprezentant Słowacji, olimpijczyk.
Jego ojciec Jozef Daňo (ur. 1968) także został hokeistą.

## Kariera klubowa
- HC Dukla Trenczyn U18 (2008-2011)
- HC Dukla Trenczyn U20 (2010-2012)
- HC Dukla Trenczyn (2011–2012)
- Słowacja U-20 (2011–2012)
- Slovan Bratysława (2012–2014)
- Columbus Blue Jackets (2014–2015)
- Springfield Falcons (2014–2015)
- Chicago Blackhawks (2015-2016)
- Rockford IceHogs (2015-2016)
- Winnipeg Jets (2016-2018)
- Manitoba Moose (2016/2017)
- Colorado Avalanche (2018)
- Manitoba Moose (2018-2019)
- Columbus Blue Jackets (2019-2020)
- HC Dukla Trenczyn (2020-)
- Winnipeg Jets (2020-)
  -  HC Oceláři Trzyniec (2021)

Wychowanek Dukli Trenczyn. Wpierw występował w juniorskich drużynach, zaś w drużynie seniorskiej w ramach ekstraligi słowackiej zadebiutował w 2011 w wieku 16 lat. W zespole występował do 2012 zdobywając w tym roku brązowy medal mistrzostw Słowacji. W KHL Junior Draft 2012 został wybrany przez Slovan Bratysława (runda 1, numer 32), po czym w lipcu 2012 podpisał kontrakt i został zawodnikiem tego klubu. W jego barwach grał w rozgrywkach KHL debiutanckiego sezonu 2012/2013. 30 czerwca 2013 w drafcie NHL z 2013 został wybrany przez Columbus Blue Jackets (runda 1, numer 27). W marcu podpisał trzyletni konkrakt z Columbus Blue Jackets. Od lipca 2015 zawodnik Chicago Blackhawks. Od końca lutego 2016 zawodnik Winnipeg Jets. Od października do listopada 2018 był przejściowo zawodnikiem Colorado Avalanche, po czym powrócił do Winnipeg, lecz od tego czasu grał w zespole famerskim, Manitoba Moose, w lidze AHL. W sierpniu 2019 przeszedł do Columbus Blue Jackets. Od października 2020 przekazany do macierzystej Dukli Trenczyn. W listopadzie 2020 w ramach NHL został ponownie zawodnikiem Winnipeg Jets. Na początku września 2021 ogłoszono podpisanie przez niego 2-miesięcznego kontraktu z czeskim klubem HC Oceláři Trzyniec.

## Kariera reprezentacyjna
Został reprezentantem Słowacji. Grał kadrach juniorskich kraju do lat 18 i 20 na mistrzostwach świata do lat 18 edycji 2011 (Elita), 2012 (Dywizja I), do lat 20 edycji 2012, 2013, 2014. W kadrze seniorskiej uczestniczył w turniejach mistrzostw świata w 2013 (w wieku 18 lat – tym samym zagrał na MŚ jako jeden z najmłodszych zawodników w historii reprezentacji Słowacji; na turnieju zdobył gola i asystę), 2015, 2016, 2019, zimowych igrzysk olimpijskich 2022.

## Sukcesy
Reprezentacyjne
- Awans do Elity mistrzostw świata do lat 18: 2012
- Brązowy medal zimowych igrzysk olimpijskich: 2022

Klubowe
- Brązowy medal mistrzostw Słowacji: 2012 z Duklą Trenczyn

Indywidualne
- Mistrzostwa świata juniorów do lat 18 Dywizji I w 2012:
  - Pierwsze miejsce w klasyfikacji strzelców turnieju: 10 goli
  - Pierwsze miejsce w klasyfikacji kanadyjskiej turnieju: 13 punktów
  - Jeden z trzech najlepszych zawodników reprezentacji
  - Najlepszy napastnik turnieju
- Mistrzostwa Świata Juniorów w Hokeju na Lodzie 2013/Elita:
  - Jeden z trzech najlepszych zawodników reprezentacji
- Ekstraliga słowacka w hokeju na lodzie (2012/2013):
  - Najlepszy gracz do lat 20